# Nathan Abbey
Nathanael „Nathan“ Abbey (* 11. Juli 1978 in Islington) ist ein englischer Fußballspieler. Der Torhüter bestritt in seiner mehr als zehnjährigen Profilaufbahn für acht verschiedene Klubs insgesamt 209 Partien in der Football League.

## Karriere

### Karrierebeginn bei Luton Town (1995–2003)
Abbey war als Trainee (dt. Auszubildender) bei Luton Town, bevor er im August 1995 seinen ersten Profivertrag erhielt. In der Saison 1996/97 sammelte er auf Leihbasis erste Pflichtspielerfahrung bei Worcester City (5 Pflichtspieleinsätze) in der Southern League und Basingstoke Town in der Isthmian League Division One. Nach mehreren Torhüterausfällen gab Abbey am 26. August 1997 im League Cup gegen Colchester United sein Debüt für Luton. Trotz einer guten Leistung verpflichtete Lennie Lawrence weitere Torhüter und Abbey kehrte zunächst ins Reserveteam zurück. Im Februar 1998 wurde er kurzzeitig an den Fünftligisten FC Woking verliehen, für den er einige Spiele bestritt. In die Saison 1998/99 startete Abbey als Ersatztorhüter hinter Kelvin Davis und kam im Saisonverlauf zu drei Einsätzen, darunter war bei einem 2:1-Auswärtserfolg gegen den FC Burnley auch sein Ligadebüt. Ursprünglich wurde sein auslaufender Vertrag in der Sommerpause nicht mehr verlängert und Abbey stand vor einem Wechsel zum belgischen Erstligisten Germinal Beerschot, nachdem sich Spieler und Verein nicht auf einen Vertrag einigen konnten, kehrte er zu Luton zurück, die in der Zwischenzeit Stammtorhüter Davis verkauft hatten.
Abbey begann die Saison 1999/2000 als Lutons Stammtorhüter und stand in den ersten 40 Pflichtspielen zwischen den Pfosten. Nach einigen Patzern, die auch auf den Stadionrängen für Unmut sorgten, wurde Ben Roberts vom FC Middlesbrough ausgeliehen und Abbey kam erst am letzten Spieltag per Einwechslung nochmals zum Einsatz. Zur Folgesaison übernahm Ricky Hill den Trainerposten und Abbey erhielt einen neuen Einjahresvertrag, war allerdings hinter dem neu verpflichteten Mark Ovendale nur als Ersatz vorgesehen. Ovendales schwache Form sorgte dafür, dass Abbey zwei Mal für längere Zeit wieder zum Einsatz kam und im Saisonverlauf 23 Pflichtspiele bestritt. Dennoch war Abbey im April 2001 einer von fünf Luton-Spielern, die von Hills Nachfolger Joe Kinnear frühzeitig aus ihren Verträgen entlassen wurden; wenige Wochen später stieg der Klub in die Third Division ab.
Einen neuen Klub fand Abbey mit dem Drittligaaufsteiger FC Chesterfield, bei dem er einen Einjahresvertrag unterzeichnete. Er bestritt im Saisonverlauf alle 46 Ligaspiele und erlangte bei den Fans beim erfolgreichen Klassenerhalt annähernd Heldenstatus. Abbey lehnte dennoch eine angebotene Vertragsverlängerung ab und verließ den Klub zum Saisonende wieder. Erst im Januar 2003 ging ein Rechtsstreit zwischen Abbey und Chesterfield vor der Disziplinarkommission des englischen Fußballverbandes zu Ende, der sich um die Frage drehte, ob der Klub an ein im Februar unterbreitetes Vertragsangebot über eine Frist im März hinaus gebunden war. Die Entscheidung fiel zugunsten des Vereins aus.
Seine Karriere fand für die Spielzeit 2002/03 ihre Fortsetzung bei Northampton Town, einem weiteren Drittligisten. Unter dem dortigen Trainer Kevan Broadhurst hatte Abbey bereits während seiner Zeit bei Luton Town trainiert. Zunächst nur mit einem Vertrag für drei Monate ausgestattet, erhielt er im Oktober eine Verlängerung bis zum Saisonende. Im Saisonverlauf blieb er hinter Lee Harper Ersatztorhüter und kam so nur zu acht Pflichtspieleinsätzen, als der Klub als Tabellenletzter in die vierte Spielklasse abstieg.

### Wanderschaft durch Englands Fußballligen (2003–2007)
In der Folge wanderte Abbey nahezu monatlich von Verein zu Verein. Im August und September 2003 bestritt er für den Fünftligisten Stevenage Borough sechs Spiele, anschließend wurde er von seinem Ex-Klub Luton Town im Oktober für einen Monat verpflichtet, die ihn auf Leihbasis für ein Spiel an Sechstligist St Albans City abgaben. Ab Mitte November war er auf vertragsloser Basis bei Macclesfield Town dabei, im Dezember 2003 kam er in einer Partie für den FC Hayes in der Isthmian League zum Einsatz.
Ebenfalls im Dezember 2003 bestritt er mit der Fußballnationalmannschaft von St. Vincent und den Grenadinen ein Testspiel gegen die Wycombe Wanderers. Es folgte von Dezember bis Januar ein Einmonatsvertrag bei Ipswich Town, wo er den verletzungsbedingten Ausfall von Lewis Price kompensieren sollte. Die Verpflichtung kam auf Empfehlung von Ipswichs Stammtorhüter und früheren Mitspielers Kelvin Davis zustande. Weiter ging seine Odyssee im Januar 2004 beim FC Burnley, wo er hinter Brian Jensen Ersatzkeeper war und dies auch bis Saisonende auf vertragloser Basis blieb.
Im Juli 2004 unterschrieb er beim Viertligisten Boston United einen Vertrag und war die gesamte Saison über Stammtorhüter. Dabei beeindruckte er mit seiner Strafraumbeherrschung und reflexartigen Paraden und verdrängte dadurch Rekordspieler Paul Bastock. Anfangs der Saison spielte er erstmals mit seinem Bruder, dem Stürmer Zema Abbey, zusammen, der für einen Monat auf Leihbasis bei Boston war. Im Saisonverlauf wurde er Ziel von rassistischen Äußerungen in der englischen Viertklassigkeit, ebenso wie sein Mitspieler Danny Thomas; zunächst bei Mansfield Town, kurz darauf auch beim AFC Rochdale.
Der Boston Standard charakterisierte Abbey im Vorfeld der Saison 2005/06 folgendermaßen: „geradliniger Torhüter. Starrsinnig, freimütig, unflätig und furchtlos“. Zu Saisonbeginn weiterhin Stammtorhüter, verlor er seinen Platz im Tor im November 2005 nach einer 0:3-Niederlage in der Football League Trophy gegen die Kidderminster Harriers. Wenig später wurde er kurzzeitig an den Ligakonkurrenten Leyton Orient verliehen, bevor sein Vertrag Ende Januar 2006 aufgelöst wurde, nachdem er hinter Conrad Logan und Chris Wright in der Rangordnung nur noch als dritter Torhüter galt.
Mitte Februar 2006 unterzeichnete er einen Vertrag bis Saisonende beim Drittligisten Bristol City, hinter Stammtorhüter Adriano Basso kam er dort aber lediglich am letzten Spieltag gegen Southend United per Einwechslung zum Einsatz. Mit Beginn der Saison 2006/07 war Abbey beim Viertligisten Torquay United Stammtorhüter, Ende des Jahres lehnte er allerdings eine Vertragsverlängerung bei dem stark abstiegsgefährdeten und von personellen Querelen geplagten Klub allerdings ab. Abbey war bis dahin zum Training von Luton nach Torquay gependelt (eine Strecke von über 300 Kilometern), eine Vertragsverlängerung hätte einen Umzug seiner Familie vorgesehen. Seine Weigerung seinen Vertrag zu verlängern mündete bei seinem letzten Einsatz in einer bizarren Szene, als er beim Stand von 0:2 sieben Minuten vor Schluss von Trainer Luboš Kubík für Martin Horsell ausgewechselt wurde.
Der ebenso stark abstiegsgefährdete Drittligist FC Brentford verpflichtete Abbey mittels „emergency loan“ („Notfallausleihe“) bereits Ende Dezember 2006, nachdem sich die Torhüter Stuart Nelson und Clark Masters beide verletzt hatten. Nachdem die „Leihphase“ drei Mal jeweils wochenweise verlängert worden war, erhielt er Ende Januar einen Vertrag bis zum Saisonende und bestritt als einer von „wenigen Erfolgen einer schwachen Saison“ insgesamt 16 Ligaeinsätze, der Klub stieg am Saisonende allerdings als Tabellenletzter ab.
Nach einer erfolgreichen Testphase stattete im August 2007 der ambitionierte Viertligist Milton Keynes Dons Abbey mit einem Einjahresvertrag aus. Unter Trainer Paul Ince erhielt der ebenfalls neu verpflichtete Willy Guéret den Vorzug. In der Liga, die mit dem Meistertitel abgeschlossen wurde, blieb er gänzlich ohne Einsatz. Dafür absolvierte er drei Pokalpartien, wobei er beim Erstrundensieg im League Cup 2007/08 gegen den klassenhöheren Verein Ipswich Town im Elfmeterschießen einen Strafstoß parieren konnte. Auch in die Saison 2008/09 startete Abbey unter dem neuen Trainer Roberto Di Matteo als Ersatzkeeper hinter Guéret, zu seinem einzigen Ligaeinsatz im Saisonverlauf kam er Ende Oktober, als Guéret gegen Cheltenham Town nach 30 Minuten des Feldes verwiesen wurde. Während der Partie, die Abbey ohne Gegentor zu Ende spielte, zog er sich eine Knöchelverletzung zu und fiel damit während der Sperre von Guéret aus und blieb bis Saisonende ohne weiteren Einsatz. Der Klub scheiterte in den Play-offs am erneuten Aufstieg, Abbey erhielt am Saisonende kein neues Vertragsangebot.

### Non-League football und Trainertätigkeit (seit 2009)
Mit seinem Wechsel zum Fünftligisten Rushden & Diamonds im September 2009 endete Abbeys Karriere in den Spielklassen der Football League und der Torhüter war fortan im Non-League football aktiv. Bei Rushden verdrängte er zeitweise Dale Roberts, der im Vorjahr zum Spieler der Saison gewählt worden war, aus der Mannschaft. Nachdem sein am Jahresende auslaufender Vertrag nicht verlängert worden war, setzte er im Januar 2010 seine Laufbahn beim Ligakonkurrenten Kettering Town fort. Das Engagement endete im November 2010, als ihm wegen „grobem Fehlverhalten“ gekündigt wurde.
Ab 2012 spielte er unter seinem Bruder Zema für Arlesey Town und erreichte mit dem Klub im FA Cup 2012/13 die erste Hauptrunde, in der man bei Drittligist Coventry City mit 0:3 unterlag; zudem gelang 2013 der Gewinn des Southern League Cups. Bei Arlesey fungierte er neben seiner Spielerrolle auch als Assistenztrainer, im November 2013 verließ er gemeinsam mit seinem Bruder den Klub, um sich dem Ligakonkurrenten St Neots Town anzuschließen. Während sein Bruder die Rolle des Cheftrainers übernahm, wurde Nathan erneut Co-Trainer und war auch weiterhin als Spieler aktiv. Im September 2014 wurden Zema und Nathan Abbey bei St Neots Town entlassen, obwohl im Vorjahr der erstmalige Gewinn des Southern League Cups gelang und man auch im Huntingdonshire Senior Cup siegreich gewesen war – Nathan Abbey hatte bei beiden Finalerfolgen das Tor gehütet.
Im November 2014 schloss sich Abbey für kurze Zeit dem ebenfalls in der Southern League spielenden Klub Dunstable Town an, im Februar 2015 verließ er den Klub wieder, um mit seinem Bruder zu Arlesey Town zurückzukehren und gemeinsam den Trainerposten zu übernehmen. Den Abstieg des Klubs aus der Premier Division der Southern League konnte das Gespann aber nicht verhindern. 2018 musste das Brüderpaar den Abstieg des Klubs als Tabellenletzter in die Spartan South Midlands Football League hinnehmen, der Verein trennte sich am Saisonende von beiden.
Im Juni 2018 schloss sich Abbey dem Southern-League-Klub Bedford Town an, dort sollte er neben seiner Rolle als Spieler das Trainerteam bei der Spielanalyse und der Spielerrekrutierung unterstützen. Noch während der Saisonvorbereitung rückte er auf die Position des Co-Trainers, zum Spielerkader gehörte er nicht mehr. Zur Saison 2019/20 bildete er gemeinsam mit dem bisherigen Cheftrainer Jon Taylor ein gleichberechtigtes Trainerduo. Mitte Januar 2020 trat er nach einer Serie von nur einem Sieg aus den neun vorangegangenen Ligapartien von seinem Posten zurück. Ab Anfang 2022 bildete er gemeinsam mit Gavin Hoyte das Trainerteam bei FC Bedford, einem Klub aus der zehntklassigen Spartan South Midlands Football League. Der Klub war von einem Bitcoin-Podcaster übernommen worden, der das ambitionierte Ziel formuliert hatte, den Klub in die Football League zu bringen. Drei Spieltage vor Saisonende trennten sich im April 2022 die Wege von Bedford und dem Trainergespann wieder.